# Oldsmobile Bravada
Oldsmobile Bravada — среднеразмерный внедорожник, выпускавшийся с 1991 по 2004 год подразделением Oldsmobile компании General Motors. 

## Первое поколение (1990—1994)
Oldsmobile Bravada, впервые представленный в 1990 году, являлся первым внедорожником Oldsmobile. В отличие от своих дивизионных аналогов, Bravada выпускался только в виде четырёхдверного внедорожника. Первое поколение продавалось исключительно в США.
Oldsmobile Bravada оснащён 4,3-литровым двигателем V6. В 1992 году мощность двигателя была увеличена со 160 до 200 л. с. Oldsmobile Bravada оснащён системой полного привода SmartTrak и раздаточной коробкой BorgWarner 4472.

Во время производства первое поколение Bravada претерпело незначительные изменения в деталях. В 1992 году приборная панель была обновлена. В 1993 году была добавлена потолочная консоль (включая компас, термометр и лампу для чтения). Также имелся пакет опций Gold: с эмблемой и колёсами цвета золота.
- Вид спереди
- Вид сзади

### Двигатели
- 1991 — 4,3 л LB4 V6, TBI, мощность 119 кВт (160 л. с.), крутящий момент 312 Н·м (VIN Z)
- 1992—1994 — 4,3 л L35 Vortec 4300 V6, CPFI, мощность 149 кВт (200 л. с.) (VIN W)

### Экономия топлива
По данным Агентства по охране окружающей среды США, расход топлива первого поколения составлял 16—17 л/100 км в городе и 12 л/100 км на шоссе.

## Второе поколение (1995—2001)
Второе поколение Oldsmobile Bravada было представлено в 1995 году. Как и в случае с предыдущим поколением, автомобиль разделял кузов с Chevrolet Blazer/GMC Jimny. От предыдущего поколения автомобиль отличался нижней отделкой кузова (в тон бамперам) и разделённой передней решёткой. Шестиспицевые алюминиевые колёсные диски были позаимствованы у Oldsmobile Aurora.
Второе поколение Oldsmobile Bravada оснащалось 4,3-литровым двигателем V6 с последовательным впрыском топлива через центральный порт. По-прежнему автомобили оснащались системой полного привода SmartTrak. С 1997 года на автомобили опционально устанавливались дисковые тормоза с ABS на все четыре колёса. Задний спойлер был удалён.

В 1998 году автомобили прошли фейслифтинг.
- Вид спереди
- Вид сзади
- 1998—2001 Bravada

### Экономия топлива
По данным Агентства по охране окружающей среды США, расход топлива второго поколения составлял 16—17 л/100 км в городе и 12—13 л/100 км на шоссе.

## Третье поколение (2002—2004)
Последнее поколение Oldsmobile Bravada было представлено в феврале 2001 года. В отличие от предыдущих двух поколений, автомобиль выпускался на платформе GMT360, на которой также выпускались Chevrolet TrailBlazer, GMC Envoy и Isuzu Ascender. Модельный ряд был стилизован в соответствии с седанами Oldsmobile Aurora и Oldsmobile Alero, включая закруглённую переднюю часть, интеграцию радиаторной решётки в бамперы и блоки фар. От предыдущего поколения остались лишь трансмиссия и раздаточная коробка.
- 2002 Oldsmobile Bravada
- 2004 Oldsmobile Bravada «Final 500»
- Вид сзади

### Экономия топлива
По данным Агентства по охране окружающей среды США, расход топлива третьего поколения составлял 17—18 л/100 км в городе и 12 л/100 км на шоссе.

## Продажи
Продажи за календарные годы:
| Год   | Продано |
| ----- | ------- |
| 1996  | 15,471  |
| 1997  | 28,481  |
| 1998  | 30,202  |
| 1999  | 29,258  |
| 2000  | 31,194  |
| 2001  | 23,867  |
| 2002  | 14,337  |
| 2003  | 8,052   |
| 2004  | 1,973   |
| 2005  | 327     |
| Всего | 183,162 |